# 阿氏紅點鮭
阿氏紅點鮭（拉丁学名：[Salvelinus agassizii] 错误：{{Lang}}：文本有斜体标记（帮助））也称银鳟（英語：silver trout），為輻鰭魚綱鮭形目鮭科的其中一種，為亞熱帶淡水魚，已滅絕。

## 分佈及外觀
本魚原分布於美國，其最後發現地在新罕布夏州的Dublin Pond。銀紅點鮭通常約一英呎長，體色據說是橄欖綠。是一個極為罕見的魚，從8千年前冰河退去後，其僅生活於新罕布什爾州三個孤立的冰河湖，且完全沒有天敵。自從19世紀以後，都市逐漸發展，加上人類過度濫捕，並引進外來物種，這些外來物種會吃鮭魚卵，使得銀紅點鮭情況更加嚴峻，在1950至1960年代，還有少數族群存在，但最後還是走向滅絕之路。